# Зубовщина (Хмельницкая область)
Зубовщина (укр. Зубівщина) — село в Славутском районе Хмельницкой области Украины.
Население по переписи 2001 года составляло 205 человек. Почтовый индекс — 30053. Телефонный код — 3842. Занимает площадь 0,99 км². Код КОАТУУ — 6823980602.

## Местный совет
30053, Хмельницкая обл., Славутский р-н, с. Берездов